# Marcello Soleri
Marcello Soleri (Cuneo, 28 aprile 1882 – Torino, 23 luglio 1945) è stato un politico e militare italiano.
Insieme a Giovanni Giolitti, Benedetto Croce e Luigi Einaudi, è considerato il quarto grande liberale italiano del Novecento.

## Biografia
Suo padre, Modesto Soleri, nativo di Dronero e ingegnere capo presso la Provincia, subisce nel 1894, nell'ambito della repressione dei democratici da parte del governo Crispi, la condanna al confino, da scontare a Taggia, per sospetta cospirazione socialista. Il padre inculca nei figli, Marcello ed Elvio, un forte sentimento del dovere, sentimento fondato anche sulle letture dei "Doveri degli uomini" di Silvio Pellico e dei "Doveri dell'uomo" di Giuseppe Mazzini.
Marcello rimane orfano presto e solo con l'aiuto di alcuni amici può continuare gli studi e laurearsi in giurisprudenza. Tra questi c'è Giovanni Giolitti, di padre sandamianese e deputato del collegio di Dronero e Valle Maira.
Nel 1912 diventa sindaco di Cuneo a capo del partito liberaldemocratico e sostiene la costruzione della nuova stazione ferroviaria sull'altipiano e del grande viadotto all'ingresso della città, dedicato a suo nome in occasione della ricostruzione dopo il secondo conflitto mondiale. Nel 1913 è eletto deputato.
Fece parte della Massoneria.

### Prima guerra mondiale
Nel 1914 e 1915 vive il dramma dell'ingresso in guerra dell'Italia. Giolitti è contrario. Soleri, invece, ha molti amici interventisti anche nelle terre irredente, tra i quali Cesare Battisti. Alla fine, da deputato, sceglie di arruolarsi come volontario e il 19 maggio 1917 subisce una grave ferita che gli vale la Medaglia di bronzo al valor militare.
Il 20 ottobre 1918 a San Damiano Macra, da deputato al Parlamento e capitano degli Alpini, pronuncia il discorso, nella circostanza dell'intitolazione della ex strada della Confraternita, in memoria del capitano Aldo Beltricco, caduto sul Pasubio il 10 settembre 1916 e decorato di medaglia d'oro al V. M.

### Il Ventennio
Nel 1919 è sottosegretario alla Marina e poi all'Industria, con delega agli approvvigionamenti e ai consumi alimentari, nel primo governo Nitti. Nel novembre dello stesso anno è rieletto deputato, insieme a Giolitti. Nitti lo riconferma nel suo secondo ministero. Giolitti nel governo dal giugno 1920 fino al luglio del 1921 lo incarica di abolire il prezzo politico del pane, abolizione molto impopolare, ma necessaria a risanare il bilancio dello Stato. Nel 1921, nel governo Bonomi, è ministro delle finanze e nel 1922, nel secondo governo Facta, è ministro della guerra, il più giovane tra i ministri. In tale veste scrive, nell'ottobre del 1922, la proclamazione dello stato d'assedio che avrebbe permesso di bloccare i fascisti, ma il Re non lo firma e chiama Mussolini a formare il nuovo governo. Nelle elezioni del 1924 viene nuovamente confermato deputato. Non aderisce agli "aventiniani" ma non si fa neanche cooptare dal fascismo, preferendo dimettersi e vivere in dignitoso isolamento.

### Dal 1943 al 1945
È tra gli uomini consultati dal Re alla vigilia del rovesciamento di Mussolini nel luglio del 1943. L'8 giugno 1944, Ivanoe Bonomi, capo del governo subentrato a Badoglio, lo nomina ministro del tesoro, carica che gli viene confermata l'anno seguente da Ferruccio Parri, presidente del Consiglio.
Marcello Soleri nella carica di ministro del tesoro, nel dopoguerra si trova a collaborare con un altro grande il cui padre era di San Damiano Macra e cioè Luigi Einaudi, governatore della Banca d'Italia e futuro presidente della Repubblica. Insieme furono due europeisti convinti.
Marcello Soleri oltre all'impegno politico, fu tra quegli alpini che anche in tempo di guerra cercò di mantenere viva l'Associazione Nazionale Alpini e dal 4 giugno 1944 al 22 luglio 1945 ne fu Presidente.

## Pubblicazioni
- Memorie, Torino, Einaudi, 1949
- La politica tributaria del ministero Bonomi, Roma, Direzione della Nuova antologia, 1922